# Danny Carvajal
Danny Carvajal (n. 8 ianuarie 1989, San Ramón, Costa Rica, Provincia Alajuela, Costa Rica) este un fotbalist costarican.
În 2017, Carvajal a jucat 4 de meciuri pentru echipa națională a Costa Ricăi.

## Statistici
| Costa Rica | Costa Rica | Costa Rica |
| An         | Meciuri    | Goluri     |
| ---------- | ---------- | ---------- |
| 2017       | 4          | 0          |
| Total      | 4          | 0          |